# Кекур

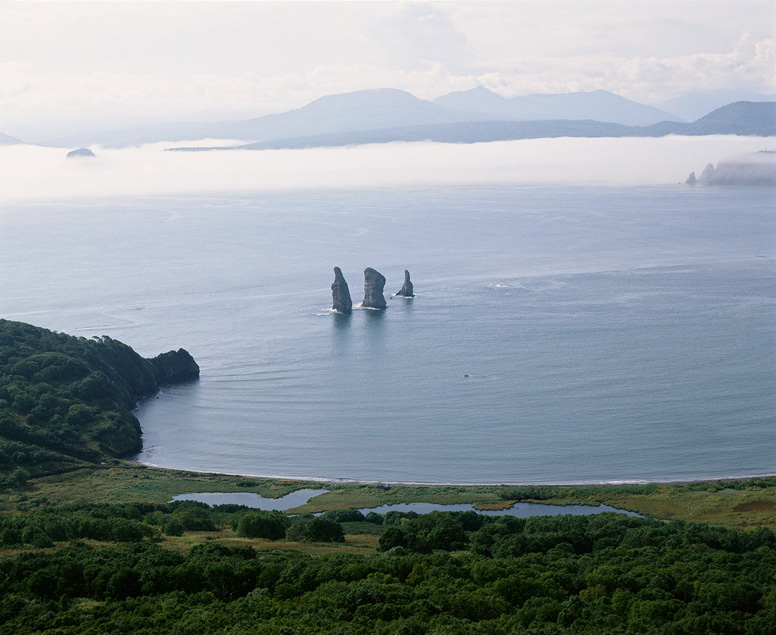
Кекур «Три Брати» (Камчатка, Росія)

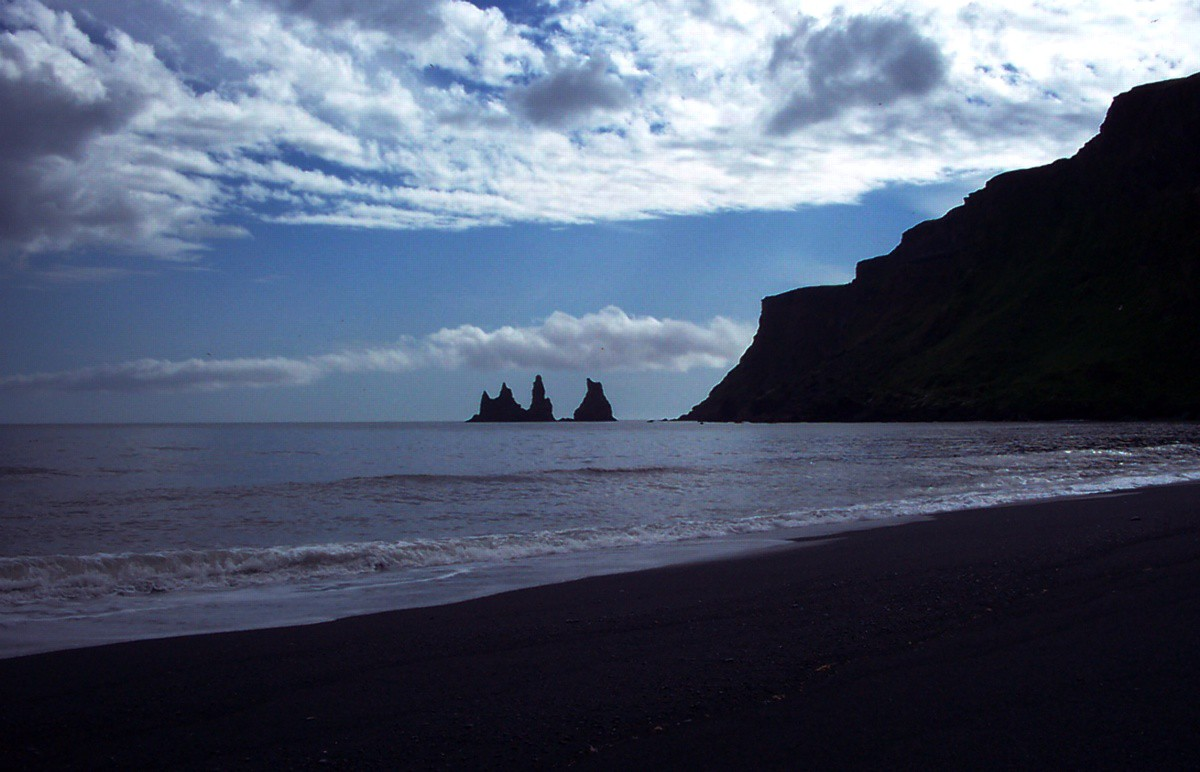
Кекур "Рейнісдрангар" (Ісландія)

Кекур — стовпоподібна або конусоподібна скеля природного походження, зазвичай у річках, морях або на їх берегах. Назву найчастіше використовують у регіонах Сибіру та Далекого Сходу, зокрема застосовується для позначення скель у вододілах басейнів річок Лени, Індигірки та Яни. Також термін широко вживають для позначення скель на берегах морів Північного Льодовитого океану.
Кекур штучного походження називається гурій.